# Fur Sund
Fur Sund er et op til 15 meter dybt farvand i Limfjorden, der går mellem nordenden af halvøen Salling og øen Fur. Over det S-formede sund er der færgeforbindelse fra halvøen Branden på Salling til Stenøre på Fur. Sydvest for Stenøre peger sydspidsen af Fur, Harbo Odde mod sydøst og ind i den lavvandede Selde Vig der ligger syd for Branden på Salling. Følger man her kysten mod nordvest kommer man til nordenden af Salling ved Sæbygårds Hage der afgrænser Fur Sund mod vest, stik øst for Nykøbing Mors.
- Stenøre set fra færgen
- Branden Færgehavn
- Færgen "Mjølner-Fur"

Selde Vig, og  de omliggende Risum Enge er et internationalt naturbeskyttelsesområde (nummer 221) under Natura 2000 projektet, og 322 ha  ha er fuglebeskyttelsesområde og EU-habitatområde.